# Simon Zoller
Simon Martin Zoller (* 26. Juni 1991 in Friedrichshafen) ist ein ehemaliger deutscher Fußballspieler. 

## Karriere
Zoller spielte in der Jugend für den Friedrichshafener Stadtteilverein TSV Fischbach, für den VfB Friedrichshafen, VfB Stuttgart, SSV Ulm 1846 und für den Karlsruher SC. In Ulm erzielte er in der Saison 2007/08 in 25 Spielen 36 Treffer und stieg mit seinem Team in die A-Junioren-Bundesliga auf. Sein Karlsruher Debüt in der Zweiten Liga hatte er am 8. November 2010 (11. Spieltag) gegen den VfL Osnabrück.
Zur Saison 2012/13 wechselte Zoller zum Drittligisten VfL Osnabrück, bei dem er einen Zweijahresvertrag unterschrieb. Ein Jahr später wechselte er zum 1. FC Kaiserslautern, bei dem er einen Vierjahresvertrag erhielt.
Zur Saison 2014/15 wechselte Zoller zum Bundesligaaufsteiger 1. FC Köln, bei dem er einen Vertrag bis zum 30. Juni 2018 unterzeichnete. Zu seinem ersten Bundesligaeinsatz kam er am 2. Spieltag gegen den VfB Stuttgart. Sein erstes Bundesligator erzielte er am 8. Spieltag im Heimspiel gegen Borussia Dortmund, als er zum 2:1-Endstand traf.
Am 29. Januar 2015 wurde er bis zum Saisonende an den 1. FC Kaiserslautern ausgeliehen.
In der Winterpause der Saison 2018/19 wechselte Zoller zum Ligakonkurrenten VfL Bochum, bei dem er einen Vertrag bis Sommer 2022 unterschrieb. Im September 2020 wurde sein Heber gegen den Karlsruher SC zum Tor des Monats gewählt.
Am 1. September 2023 wurde der Wechsel zum FC St. Pauli zur Saison 2023/2024 bekannt gegeben. Am 5. April 2025 gab Zoller bekannt, dass er seine Karriere im Sommer wegen dauerhafter Verletzungen beenden werde und zu seinem Ex-Verein VfL Bochum in anderer Funktion zurückkehrt.

## Titel
- Deutscher Zweitligameister und Aufstieg in die Bundesliga (2): 2021 (VfL Bochum), 2024 (FC St. Pauli)
- Niedersachsenpokalsieger: 2013 (VfL Osnabrück)
- Torschütze des Monats: September 2020

## Sonstiges
Zoller heiratete im November 2016 die Fernsehsportmoderatorin Laura Wontorra. Im November 2022 gab das Paar seine Trennung bekannt. Mit der Rechtsanwältin Judith Kirstein bekam Zoller im März 2024 einen Sohn, im März 2025 folgte die Heirat.